# Micrixalus silvaticus
Espèce
Synonymes
- Ixalus silvaticus Boulenger, 1882

Statut de conservation UICN

 DD  : Données insuffisantes
Micrixalus silvaticus est une espèce d'amphibiens de la famille des Micrixalidae.

## Répartition
Cette espèce est endémique du Kerala en Inde. Elle se rencontre à Kadalar dans le district district d'Idukki dans les Ghâts occidentaux.

## Description
La femelle lectotype mesure 26,0 mm.

## Publication originale
- Boulenger, 1882 : Catalogue of the Batrachia Salientia s. Ecaudata in the collection of the British Museum, ed. 2, p. 1-503 (texte intégral).